# Giuseppina Projetto
Giuseppina Projetto-Frau (* 30. Mai 1902 auf La Maddalena; † 6. Juli 2018 in Montelupo Fiorentino) war eine italienische Supercentenarian, der letzte und älteste im Jahr 1902 geborene Mensch und ab dem 21. April 2018 die zweitälteste lebende Person.

## Leben
Projetto war sizilianischer Herkunft (ihr Großvater kam zusammen mit Giuseppe Garibaldi nach Sardinien) und wurde 1902 in La Maddalena vor der Nordküste Sardiniens geboren. Ihr Vater Cicillo Projetto, geboren in Sciacca, lernte ihre Mutter beim Militärdienst kennen und wurde später Koch in einem Militärkrankenhaus. Sie hatte drei ältere und eine jüngere Schwester. Nach dem Tod ihrer Eltern kam sie zu ihren Schwestern ins Internat, bis sie 1923 zurück nach Maddalena zog. 1946 heiratete sie Giuseppe Frau, einen Witwer mit drei Kindern. Zusammen hatten sie einen Sohn, Renato, der 39-jährig bei dem Versuch, einen Schwimmer zu retten, starb. Nachdem ihr Sohn in Montelupo Fiorentino in der Toskana Arbeit gefunden hatte, zog Projetto etwas später nach. Sie wohnte mit ihrer Schwiegertochter Giulia Mannozzi und ihren Enkeln bis zu ihrem Tod dort. Sie war in ihrem Ort als „Nonna Pina“ bekannt; ihre Familie führt ihre Langlebigkeit auf ihren Optimismus und Geist, ihre Entschlossenheit, Würde und Lebensfreude sowie Gewohnheiten, wie täglich Schokolade zu essen, zurück. Auch sei sie geistig rege und nie im Krankenhaus gewesen.
Am 6. Juli 2018 starb sie im Alter von 116 Jahren und 37 Tagen in Montelupo Fiorentino.

## Altersrekorde
Ab dem Tod von Susannah Mushatt Jones am 12. Mai 2016 gehörte sie zu den zehn ältesten lebenden Menschen. Platz fünf erreichte sie am 13. Juli 2017, Platz drei am 15. Dezember 2017. Nach Tajima Nabis Tod am 21. April 2018 war sie hinter der Japanerin Miyako Chiyo der zweitälteste lebende Mensch. Ab dem 15. April 2017, dem Todestag Emma Moranos, war Projetto die älteste lebende in Italien geborene Person, nach dem Tod Marie-Josephine Gaudettes am 13. Juli 2017 die älteste lebende Italienerin (Gaudette wurde in den Vereinigten Staaten geboren). Gleichzeitig wurde sie der letzte lebende 1902 geborene Mensch. Am 12. August 2016 stieg Projetto in die Liste der 100 ältesten Menschen ein, am 6. Februar 2018 erreichte sie Platz 20. Zum Zeitpunkt ihres Todes belegte sie Platz 17. Nach dem Tode Ana Vela Rubios am 15. Dezember 2017 war sie die älteste lebende Europäerin, außerdem ab dem 11. Februar 2018 bzw. dem 6. Februar 2017 die zweitälteste italienische Person (nach Morano), bis ihr Alter im April 2019 von Maria Giuseppa Robucci übertroffen wurde.